# Темосачик (муниципалитет)
Темо́сачик (исп. Temósachic) — муниципалитет в Мексике, штат Чиуауа с административным центром в одноимённом посёлке. Численность населения, по данным переписи 2010 года, составила 6211 человек.

## Общие сведения
Название Temósachic с языка тараумара можно перевести как «земля, окружённая водой».
Площадь муниципалитета равна 4275 км², что составляет 1,73 % от общей площади штата, а наивысшая точка — 2569 метров, расположена в поселении Ла-Поста.
Он граничит с другими муниципалитетами штата Чиуауа: на севере Мадерой и Гомес-Фариасом, на востоке с Намикипой, Матачи и Герреро, на юге с Окампо и Морисом, а на западе с другим штатом Мексики — Сонорой.

## Учреждение и состав
Муниципалитет был образован 11 июля 1911 года, в его состав входит 121 населённый пункт, самые крупные из которых:
| Код INEGI | Населённый пункт                                                                            | Численность населения (2005 год) | Численность населения (2010 год) |
| --------- | ------------------------------------------------------------------------------------------- | -------------------------------- | -------------------------------- |
| 063       | Всего                                                                                       | 6319                             | 6211                             |
| 0001      | Темосачик (исп. Temósachic) 28°57′12″ с. ш. 107°49′50″ з. д.                                | 1786                             | 1841                             |
| 0074      | Епачик (исп. Yepachic) 28°25′19″ с. ш. 108°22′39″ з. д.                                     | 649                              | 750                              |
| 0075      | Епомера (исп. Yepómera) 29°03′13″ с. ш. 107°51′16″ з. д.                                    | 485                              | 487                              |
| 0016      | Кокоморачик (исп. Cocomorachic) 28°42′34″ с. ш. 107°54′03″ з. д.                            | 314                              | 284                              |
| 0183      | Ла-Сьенега-Бланка (исп. La Ciénega Blanca (Los Chiqueros)) 28°42′49″ с. ш. 108°14′44″ з. д. | 234                              | 256                              |

## Экономика
По статистическим данным 2000 года, работоспособное население занято по секторам экономики в следующих пропорциях: сельское хозяйство, скотоводство и рыбная ловля — 51,2 %, промышленность и строительство — 17,8 %, сфера обслуживания и туризма — 27,2 %, прочее — 3,8 %.

## Инфраструктура
По статистическим данным 2010 года, инфраструктура развита следующим образом:
- электрификация: 84 %;
- водоснабжение: 89,6 %;
- водоотведение: 57,6 %.

## Фотографии

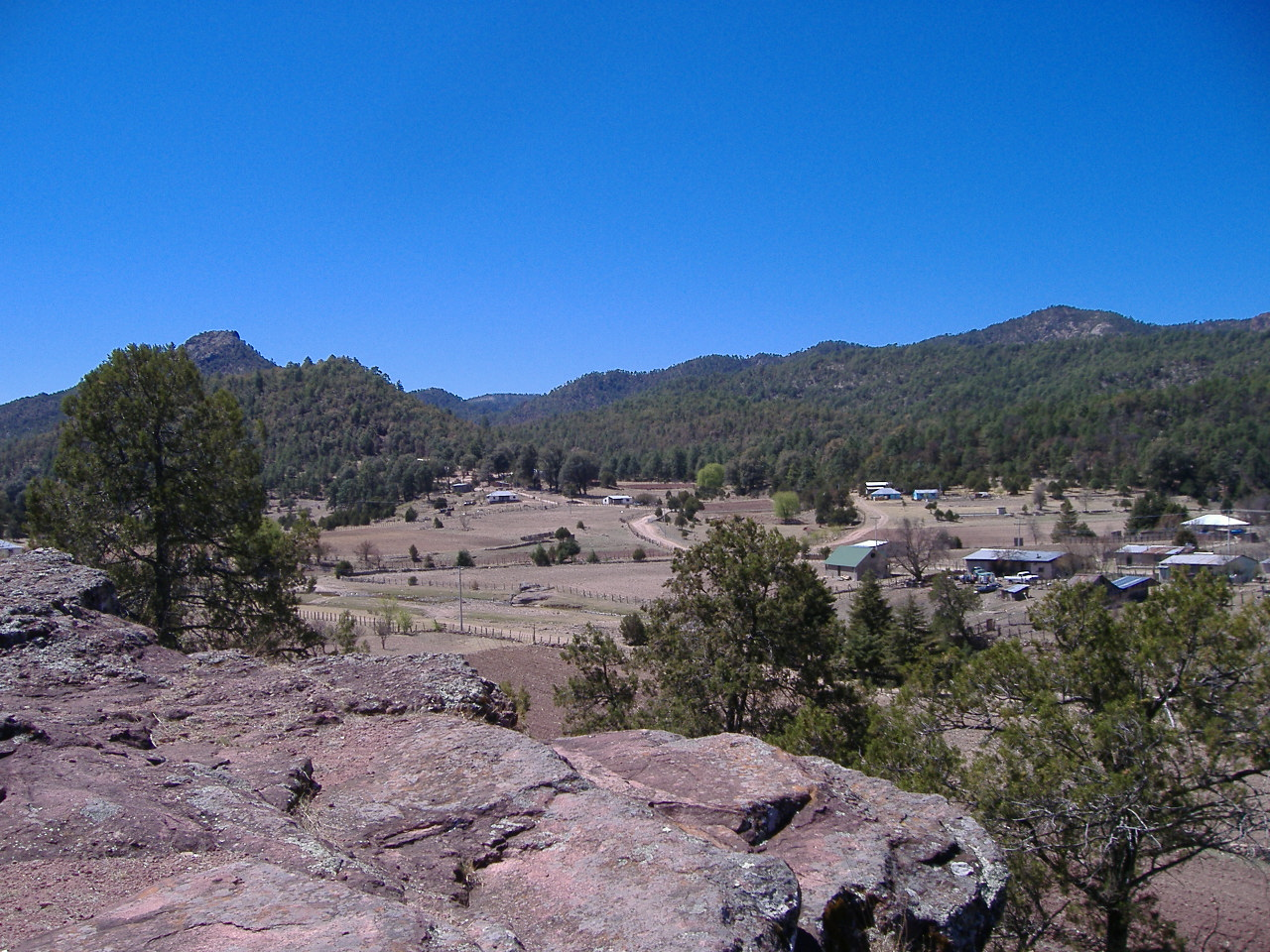
Вид на Епачик
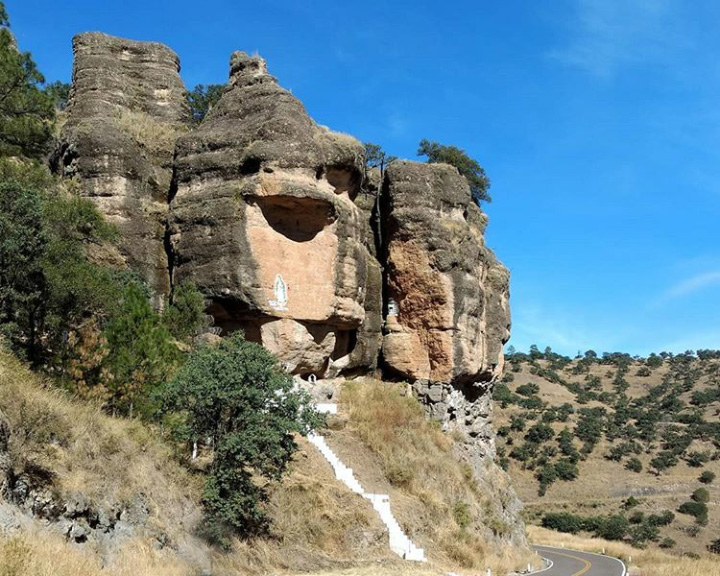
Дева Мария в скале вблизи Епачика